# Domodedovo
Domodedovo (ryska Домодедово, uttalas [dəmɐˈdʲɛdəvə]) är en stad i Moskva oblast i Ryssland. Staden har 112 052 invånare år 2015.